# Adam Gemili
Adam Ahmed R. Gemili  (né le 6 octobre 1993 à Londres) est un athlète britannique, spécialiste des épreuves de sprint. Champion du monde junior du 100 m en 2012, il remporte les titres du 200 mètres et du 4 × 100 m lors des championnats d'Europe 2014.

## Biographie

### Débuts
Né dans le Borough londonien de Southwark d'un père marocain et d'une mère iranienne, il pratique également le football et a évolué en tant que défenseur au sein des clubs de Dagenham & Redbridge, puis du Thurrock Football Club (en), en Isthmian League, jusqu'en novembre 2011. Licencié au Blackheath & Bromley Harriers, il participe à sa première compétition internationale en 2011 à l'occasion des Championnats d'Europe juniors de Tallinn, en Estonie. Adam Gemili y remporte la médaille d'argent du 100 mètres en 10 s 41, derrière le Français Jimmy Vicaut (10 s 07), ainsi que la médaille d'argent au titre du relais 4 × 100 m dans lequel l'équipe du Royaume-Uni s'incline face à la France.
Début juin 2012, à Ratisbonne, le Britannique porte son record personnel du 100 m à 10 s 08 (+0,8 m/s), établissant la meilleure performance européenne de tous les temps dans la catégorie des moins de dix-neuf ans, et la quatrième junior derrière Christophe Lemaitre (10 s 04), Dwain Chambers (10 s 06) et Jimmy Vicaut (10 s 07). Il réalise les minima pour les Jeux olympiques de Londres. Le 23 juin 2012, il termine à la deuxième place des championnats du Royaume-Uni en 10 s 29, derrière Dwain Chambers (10 s 25).
Le 10 juillet 2012, il remporte la finale du 100 mètres lors des championnats du monde juniors, à Barcelone, en battant en 10 s 05 le record des championnats ainsi que le record junior du Royaume-Uni, à 1/100e du record d'Europe junior de Christophe Lemaitre, malgré un vent presque nul (+0,1 m/s),.
Membre de l'équipe 4 × 100 m britannique qui s'impose lors des championnats d'Europe par équipes 2013, à Gateshead, Adam Gemili s'illustre lors des championnats d'Europe espoirs de Tampere en Finlande, en remportant les médailles d'or du 100 m (10 s 20) et du 4 × 100 m. Il participe fin août 2013 aux championnats du monde de Moscou et se classe cinquième de la finale du 200 m en 20 s 08, après être descendu pour la première fois de sa carrière sous les 20 secondes lors du tour précédent en 19 s 98.

### Double champion d'Europe en 2014

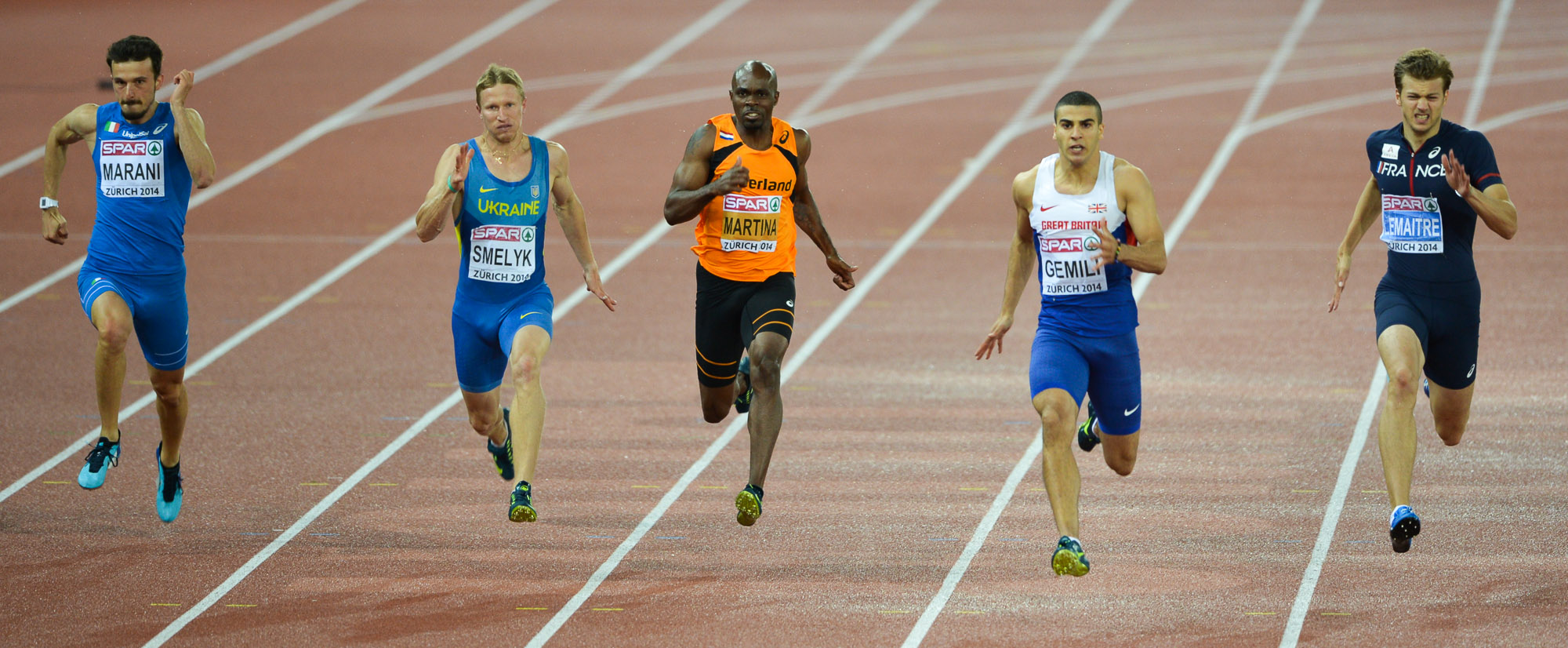
Adam Gemili lors de la finale du 200 m des championnats d'Europe 2014, à Zurich.

Début juillet 2014, lors du meeting de Mannheim, en Allemagne, il porte son record personnel sur 100 m à 10 s 04. Il participe ensuite aux Jeux du Commonwealth de 2014 se déroulant à Glasgow, en Écosse. Deuxième de l'épreuve du 100 m en 10 s 10, derrière le Jamaïcain Kemar Bailey-Cole, il obtient une nouvelle médaille d'argent au titre du relais 4 × 100 m en compagnie de Harry Aikines-Aryeetey, Richard Kilty et Daniel Talbot. L'équipe d'Angleterre s'incline devant la Jamaïque qui alignait Usain Bolt dans le dernier relais. Dix jours plus tard, au cours des championnats d'Europe de Zurich en Suisse, il remporte son premier titre international senior, dans l'épreuve du 200 m, en égalant son record personnel de 19 s 98, devançant à l'arrivée le Français Christophe Lemaitre et l'Ukrainien Serhiy Smelyk. En fin de compétition, il décroche la médaille d'or du 4 × 100 m, en compagnie de James Ellington, Harry Aikines-Aryeetey et Richard Kilty.
Le 7 juin 2015, Adam Gemili se classe deuxième du 100 m du meeting de Birmingham, derrière l'Américain Marvin Bracy, et porte son record personnel à 9 s 97 (+ 2,0 m/s), devenant le 100e sprinteur de l'histoire à franchir la barrière des dix secondes. Il est le premier athlète britannique à posséder un record personnel inférieur à 10 secondes sur 100 m et inférieur à 20 secondes sur 200 m. 

### 4edes Jeux de Rio sur 200 m (2016)
En 2016, il participe pour la première fois à la saison en salle depuis 2012. Il bat son record personnel sur 60 m en 6 s 59. En juillet, Gemili remporte un 3e titre de champion d'Europe, en s'imposant avec l'équipe britannique sur le relais 4 x 100 m. En 38 s 18, il devance la France (38 s 34) et l'Allemagne (38 s 44).
En août, le Britannique échoue au pied du podium de la finale du 200 m des Jeux olympiques de Rio en 20 s 12, battu au millième par le Français Christophe Lemaitre. Le 9 septembre, il porte son record personnel à 19 s 97 lors du Mémorial Van Damme de Bruxelles, battu par le Jamaïcain Julian Forte (19 s 97 également).
En fin d'année, Adam Gemili se sépare de son entraîneur Steve Fudge pour s'entraîner avec Rana Reider, entraîneur américain. Le 12 août, avec le relais 4 x 100 m, il devient champion du monde à Londres en 37 s 47, battant par la même occasion le record d'Europe de 37 s 73 datant de 1998. Les Britanniques devancent les États-Unis (37 s 52) et le Japon (38 s 04).
En août 2018, lors des championnats d'Europe de Berlin, Adam Gemili termine 5e de la finale du 200 m en 20 s 10. Au sein du relais 4 x 100 m, il remporte son troisième titre européen consécutif en 37 s 80.
Il se classe 4e des championnats du monde 2019 à Doha sur 200 m.

## Palmarès
| Date | Compétition                       | Lieu             | Résultat | Épreuve   | Temps   |
| ---- | --------------------------------- | ---------------- | -------- | --------- | ------- |
| 2011 | Championnats d'Europe juniors     | Tallinn          | 2e       | 100 m     | 10 s 41 |
| 2011 | Championnats d'Europe juniors     | Tallinn          | 2e       | 4 × 100 m | 39 s 48 |
| 2012 | Championnats du monde juniors     | Barcelone        | 1er      | 100 m     | 10 s 05 |
| 2013 | Championnats d'Europe par équipes | Gateshead        | 1er      | 4 × 100 m | 38 s 39 |
| 2013 | Championnats d'Europe espoirs     | Tampere          | 1er      | 100 m     | 10 s 20 |
| 2013 | Championnats d'Europe espoirs     | Tampere          | 1er      | 4 × 100 m | 38 s 77 |
| 2013 | Championnats du monde             | Moscou           | 5e       | 200 m     | 20 s 08 |
| 2014 | Championnats d'Europe par équipes | Brunswick        | 1er      | 4 × 100 m | 38 s 51 |
| 2014 | Jeux du Commonwealth              | Glasgow          | 2e       | 100 m     | 10 s 10 |
| 2014 | Jeux du Commonwealth              | Glasgow          | 2e       | 4 × 100 m | 38 s 02 |
| 2014 | Championnats d'Europe             | Zurich           | 1er      | 200 m     | 19 s 98 |
| 2014 | Championnats d'Europe             | Zurich           | 1er      | 4 × 100 m | 37 s 93 |
| 2016 | Championnats d'Europe             | Amsterdam        | 1er      | 4 × 100 m | 38 s 17 |
| 2016 | Jeux olympiques                   | Rio de Janeiro   | 4e       | 200 m     | 20 s 12 |
| 2016 | Jeux olympiques                   | Rio de Janeiro   | 5e       | 4 × 100 m | 37 s 98 |
| 2017 | Championnats du monde             | Londres          | 1er      | 4 x 100 m | 37 s 47 |
| 2018 | Jeux du Commonwealth              | Gold Coast       | finale   | 100 m     | DNS     |
| 2018 | Championnats d'Europe             | Berlin           | 5e       | 200 m     | 20 s 10 |
| 2018 | Championnats d'Europe             | Berlin           | 1er      | 4 x 100 m | 37 s 80 |
| 2019 | Relais mondiaux de l'IAAF         | Yokohama         | 3e       | 4 x 100 m | 38 s 15 |
| 2019 | Ligue de diamant                  | Ligue de diamant | 7e       | 100 m     | 10 s 15 |
| 2019 | Championnats du monde             | Doha             | 4e       | 200 m     | 20 s 03 |
| 2019 | Championnats du monde             | Doha             | 2e       | 4 x 100 m | 37 s 36 |
| 2022 | Championnats du monde             | Eugene           | 3e       | 4 × 100 m | Séries  |
| 2023 | Championnats du monde             | Budapest         | 4e       | 4 × 100 m | 37 s 80 |

## Records
| Épreuve | Temps   | Lieu       | Date             |
| ------- | ------- | ---------- | ---------------- |
| 100 m   | 9 s 97  | Birmingham | 7 juin 2015      |
| 200 m   | 19 s 97 | Bruxelles  | 9 septembre 2016 |